# Chelengk
Il chelengk è un ornamento da turbante, comune nell'Impero ottomano, consistente in un fiore centrale con foglie e petali dal quale si originavano tredici raggi, solitamente realizzato in materiali preziosi.
Il chelengk è divenuto famoso per essere stato donato ad Horatio Nelson dal Sultano Selim III come gesto d'onore nella Battaglia del Nilo combattutasi nel 1798, ma viene utilizzato ancora oggi nei paesi arabi come fermaglio per certi vestiti o come decorazione. Il chelengk di Nelson fu comprato dalla Società per Ricerca Nautica nel 1929 dopo un appello nazionale e collocato nel National Maritime Museum a Londra da dove fu rubato nel 1951 e mai più ritrovato.